# Jean-Jacques Karpff
Jean-Jacques Karpff, dit Casimir, né à Colmar le 12 février 1770 et mort à Versailles le 24 mars 1829, est un peintre miniaturiste et dessinateur français.

## Biographie
Élève de François Joseph Hohr à Colmar, il se rend à Paris en 1790. La légende veut que quand il se présenta dans l'atelier de David, ses futurs condisciples, jugeant Karpff imprononçable, lui donnèrent le surnom de Casimir. En 1795, il retourne à Colmar où il enseigne le dessin dans la toute nouvelle école des beaux-arts et se spécialise dans les portraits monochromes. En 1806, il est mandé à Saint-Cloud pour faire le portrait de l’impératrice Joséphine, qui lui vaut un certain succès. Il y fait la connaissance de la poétesse Victoire Babois, avec qui il vit une histoire d'amour longue de vingt années, jusqu'à son décès en 1829.
En 1818, il est témoin à la déclaration de naissance de Jules Reiset à Rouen.
Il est inhumé au cimetière du Père-Lachaise (27e division), partageant sa tombe avec Victoire.

## Œuvres
- Avignon, Musée Calvet, Portrait de Madame Bigand, mère du peintre Auguste Bigand, don d'Auguste Bigand en 1871.
- Chantilly, Musée Condé, Autoportrait de profil, signé et daté : J.J. Casimir Karpff. / Dessiné d'après Nature par lui-même. / En 1806.
- Strasbourg, Cabinet des estampes et des dessins, Portrait de femme, miniature sur ivoire.

## Exposition monographique
À Colmar, le musée Unterlinden organise la première exposition consacrée à Karpff du 18 mars 2017 au 19 juillet 2017 ; les commissaires de exposition sont Viktoria von der Brüggen, docteur en histoire de l’art, et Raphaël Mariani, attaché de conservation chargé des collections du XIXe siècle au Musée Unterlinden.